# Slavětín (Načeradec)
Slavětín (německy Slawietin) je malá vesnice, část obce Načeradec v okrese Benešov. Nachází se asi 4,5 kilometru jižně od Načeradce. Slavětín leží v katastrálním území Slavětín u Načeradce o rozloze 5,46 km².

## Historie
První písemná zmínka o vesnici pochází z roku 1465.

## Přírodní poměry
V severozápadní části katastrálního území se nachází vrchol Řísnického vrchu (689 metrů), který patří k významným bodům Řísnické vrchoviny. Kopec je tvořen biotitickou a silimanitickou pararulou moldanubika.
Pramení zde Martinický potok, který je levostranným přítokem řeky Želivky.

## Sklárna
V roce 1710 zde byla vybudována skelná huť. V letech 1722–1727 ji měl pronajatou skelmistr František Antonín Adler, který vybudoval i skelnou huť v Těchobuzi. Huť pracovala 18 let a pak byl provoz zastaven pro nedostatek dřeva. Ze sklárny byl zřízen dvůr.
V roce 1797 byla Josefem Eisnerem postavena nová sklárna asi 2 km jižněji v lesích v místech kde stojí myslivna. Josef Eisner zdědil po svém otci Ignáci Eisnerovi nejprve sklárnu v Krasoňovicích, pronajatou roku 1785 na 15 let. V roce 1798 však sklárnu v Krasoňovicích opustil a přesunul se do sklárny ve Slavětíně. Skelmistrem zde byl J. Hofman. Nepracovali zde místní lidé, ale přešli sem skláři z jiných hutí, např. z Loukova. Sklárna vyráběla lahve pro potřeby pivovaru v Načeradci. Huť dle smlouvy a se zřetelem na přidělené lesy měla pracovat 30 let. Huť byla skutečně v provozu, ale jen s obtížemi. Do výroby zasáhla krize způsobená napoleonskými válkami, ale také nedostatek dřeva a to nejen na panství lukaveckém, ale i na panstvích okolních. Dne 19. března 1808 ohlásil skelmistr na základě rozhodnutí gubernia a též dvorské kanceláře o zrušení hutě zastavení prace. V květnu 1808 žádali zaměstnanci sklárny gubernium o vyplacení provize. Gubernium však tuto žádost odmítlo s tím, že zaměstnaní tovaryši mohou pracovat ve sklárnách v táborském kraji. Přes rozhodnutí nejvyšších správních úřadů se zastavením výroby ve sklárně Slavětín zabýval i zemský soud. Ten stanovil nad lukaveckými lesy úředního správce a zároveň povolil Eisnerovi odběr 1 028 2/5 sáhů dřeva ročně. Sklárna tak obnovila svoji činnost. Uvedené množství dřeva však nestačilo k plnému provozu sklárny. V letech 1798 až 1806 spotřebovala huť ročně průměrně 2 587 sáhů dřeva. Eisner tak sháněl dřevo kde a jak se dalo - např. z Pacova. Táborský krajský úřad ale zakázal použití tohoto dřeva pro huť i kdyby ho skelmistr zaplatil a bylo mu dodáno. Dvorským dekretem z 12. srpna 1810 se Eisnerovi nepovolovali dodávky z Pacova a Mladé Vožice. Jménem všech okolních panství pak viklantická vrchnost, lukavečtí poddaní i pacovští měšťané podali čáslavskému krajskému úřadu žádost o zrušení sklárny ve Slavětíně. Tovaryši ze Slavětína, Palčic, Loukova a z melechovské hutě poslali prosbu k císaři, aby sklárny v čáslavském kraji nebyly rušeny. V září 1810 bylo však definitivně rozhodnuto, že huť se rušit nebude. Od roku 1811 vedl huť syn Josefa z Eisensteinu Josef. Jeho bratr Antonín, narozený 1799 ve Slavětíně, byl lékařem a významným botanikem své doby. Sbíral rostliny, z nichž sestavil herbář. Teprve roku 1816 gubernium rozhodlo, že slavětínská huť po dobu platnosti smlouvy, tj. zbývajících 14 let, může z lukaveckých lesů odebírat 1800 sáhů dřeva. Snad následkem neúrody v Evropě v roce 1819 došlo k nové krizi ve sklářství a o sklo přestal být zájem. Čáslavský krajský úřad proto souhlasil, aby byly na přechodnou dobu sníženy tovaryšům mzdy. To mělo za následek nepokoje a stávky. Slavětínská huť nepracovala od 6. května do 30. června 1820 a skelmistr dával tovaryše jako nezaměstnané k dispozici krajskému úřadu. Huť pak dále pokračovala v provozu až do vypršení smluvní lhůty v roce 1829.
V březnu 1831 koupil Josef Eisner von Eisenstein vrbické panství s hutí chraňbožskou, kam se přesunul i se svými tovaryši.
Slavětínská huť definitivně zanikla asi v roce 1875 v době, kdy zanikaly i ostatní sklárny v okolí v důsledku změny technologie – vytápění pecí uhelným plynem, který byl značně levnější oproti tradičnímu otopu dřevem.

## Galerie

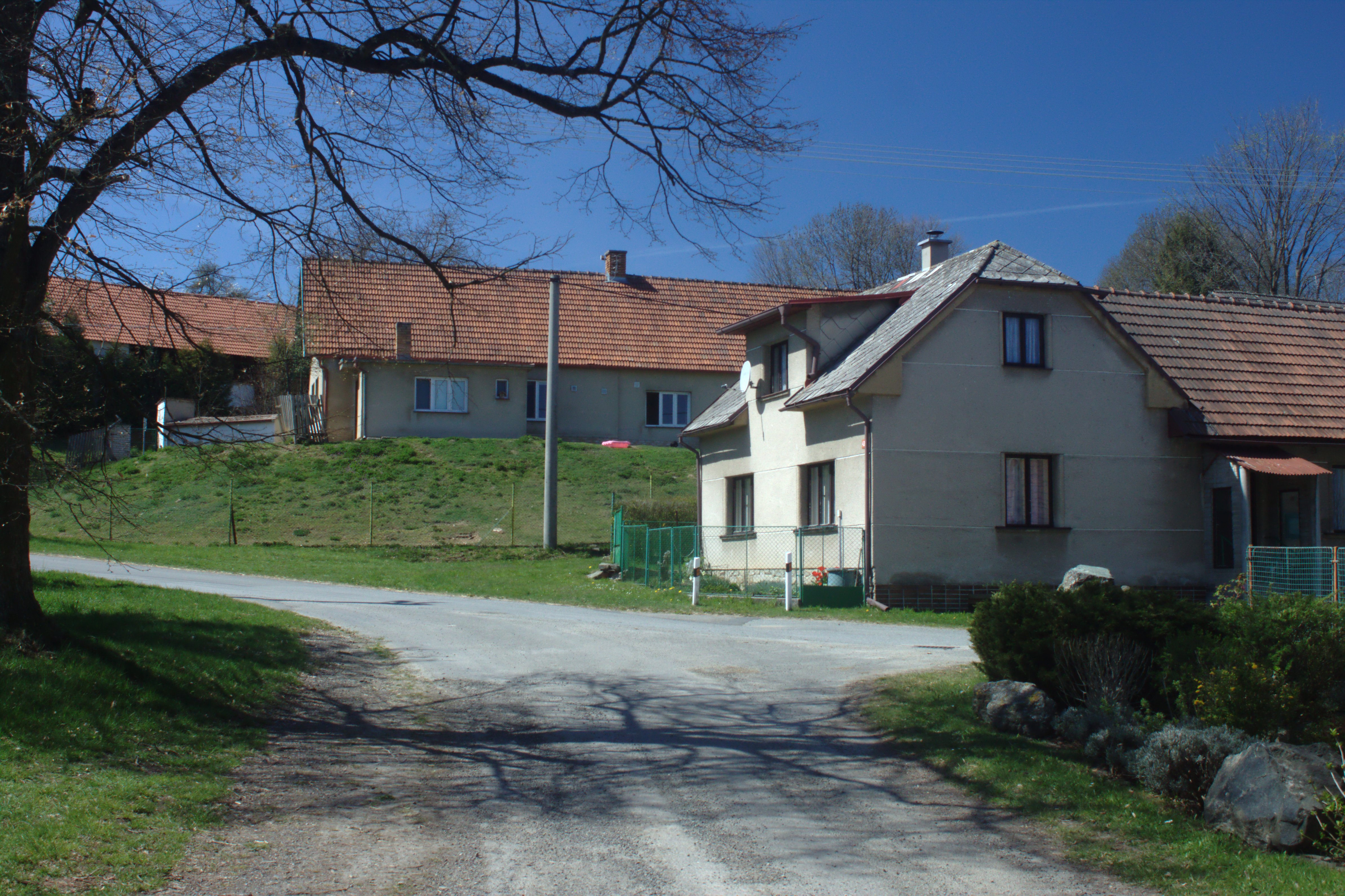
Silnice v obci
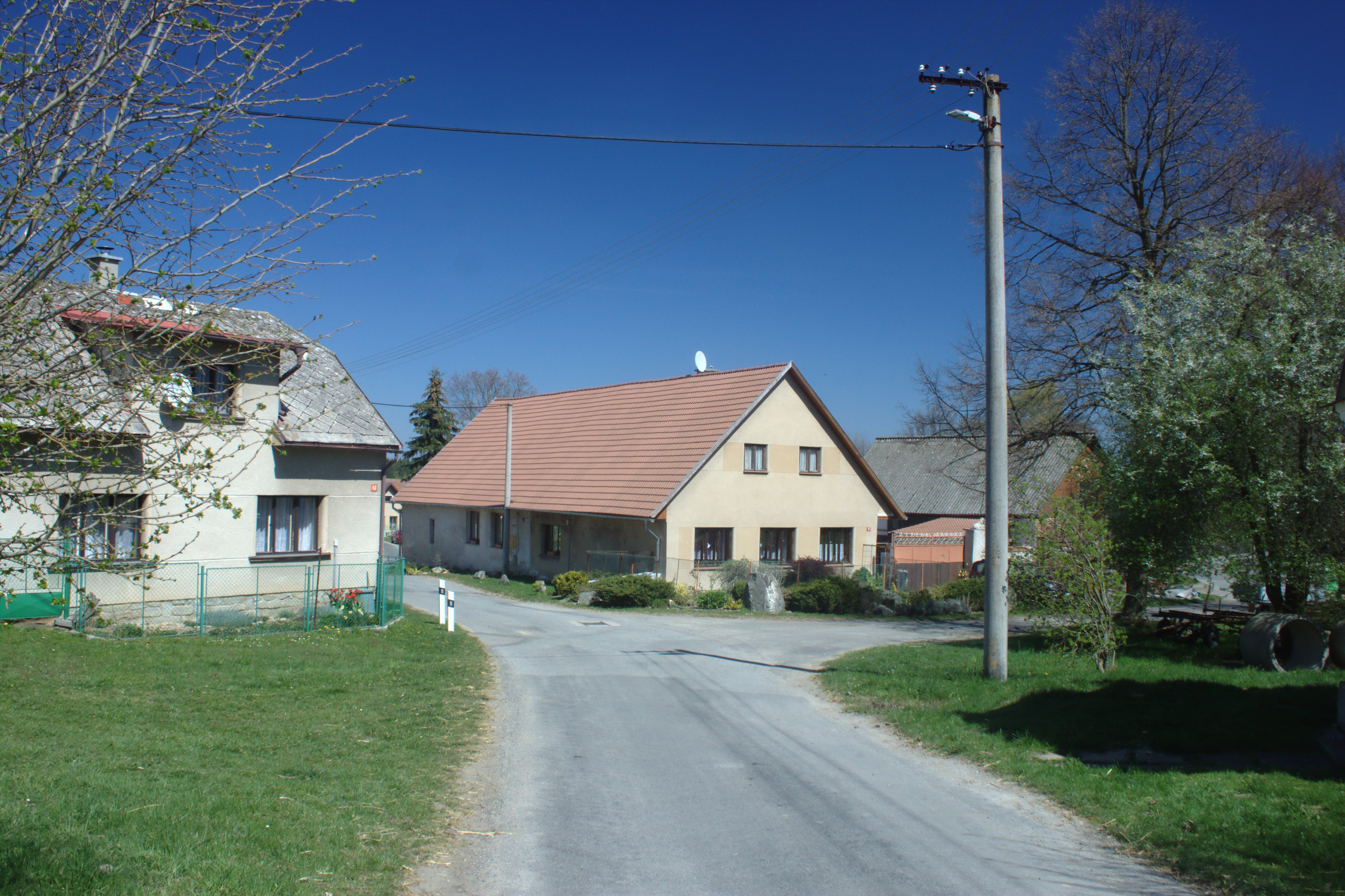
Domy v obci
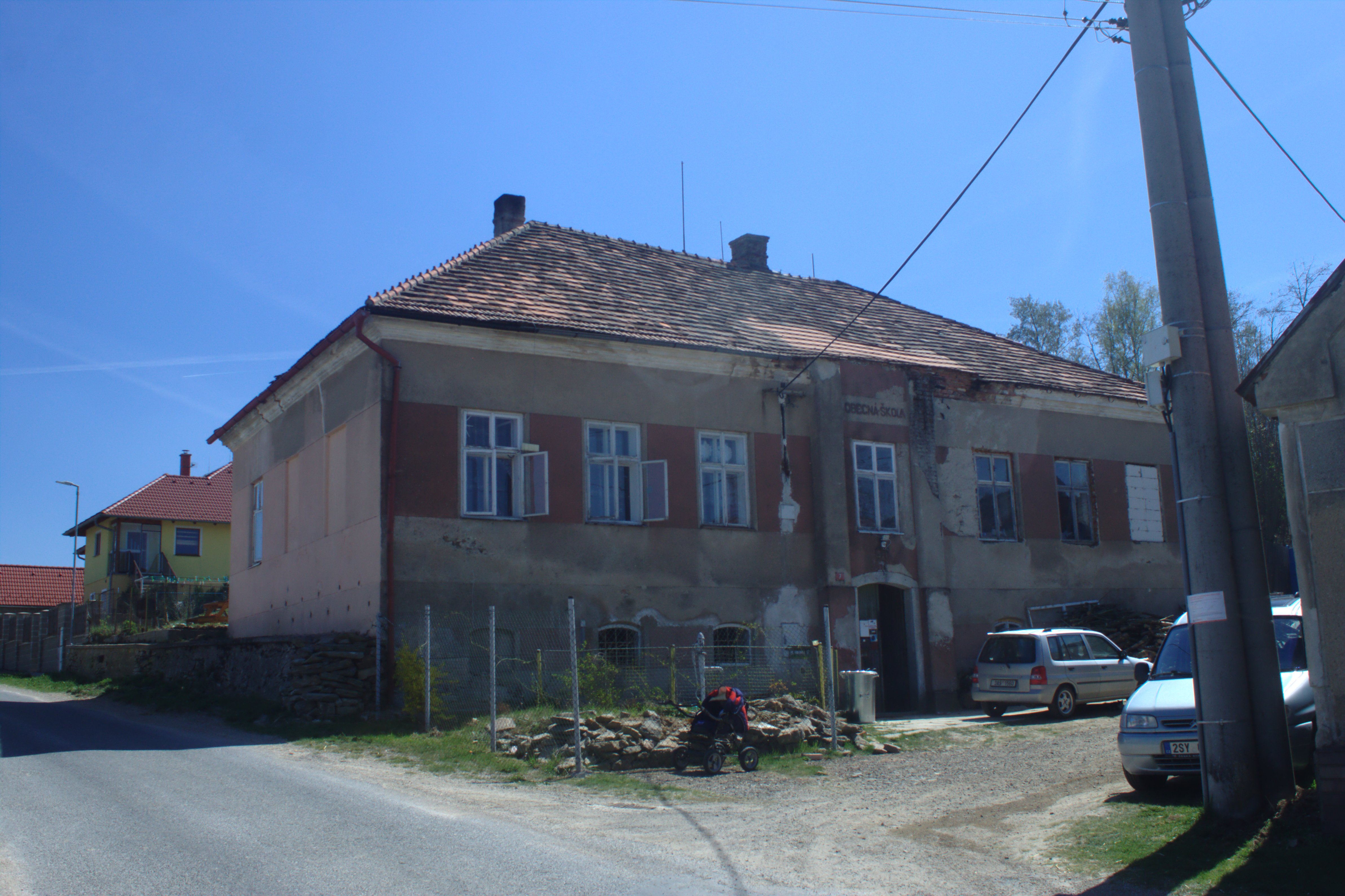
Škola v obci